# Лактаза

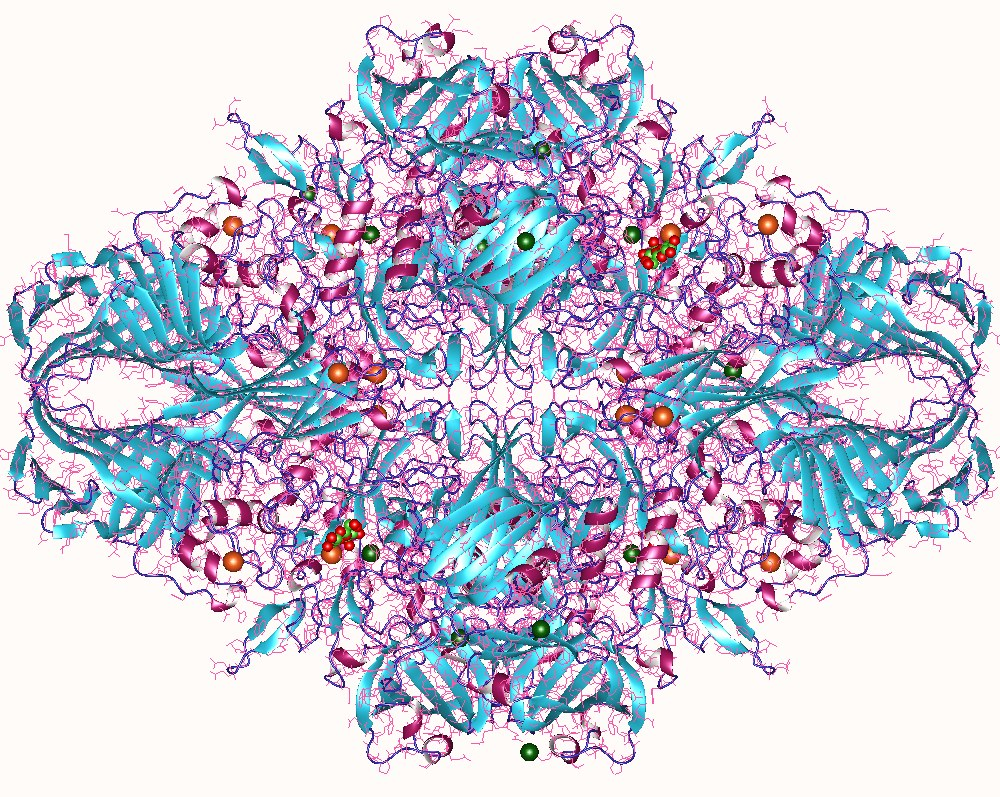
Лактаза, E.Coli.

Лактаза (LCT) — член сімейства ферментів-β-галактозидаз (КФ 3.2.1.23), який каталізує гідроліз дисахариду лактози на мономерні галактозу і глюкозу. У людини лактаза виділяється на апікальній мембрані диференційованих ентероцитів, які вистилають стінку тонкої кишки. Лактаза важлива для перетравлення лактози в складі молока. Нестача ферменту спричинює непереносність молока. Оптимальна температура для лактази близько 37 °C, а оптимальне значення pH 6.5.
У людини кодується геном LCT.